# Glyphoglossus molossus
Glyphoglossus molossus е вид земноводно от семейство Microhylidae. Видът е почти застрашен от изчезване.

## Разпространение
Разпространен е във Виетнам, Камбоджа, Лаос, Мианмар и Тайланд.